# Delta Trianguli
Delta Trianguli (δ Tri, δ Trianguli) é uma estrela binária espectroscópica a aproximadamente 25 anos-luz da Terra na constelação de Triangulum. Tem uma magnitude aparente de 4,87, sendo a quarta estrela mais brilhante da constelação, e forma uma estrela tripla óptica (coincidência na linha de visão) com Gamma Trianguli e 7 Trianguli.
Delta Trianguli A é parecida com o Sol e tem um tipo espectral de G0V, o que indica que é uma anã amarela da sequência principal. O espectro da estrela menor, Delta Trianguli B, não é muito bem conhecido pois a proximidade com a outra estrela dificulta observações, com estimativas da classe espectral variando entre G9V e K4V. As duas estrelas orbitam o centro de massa com uma separação de menos de um UA, estimada em 0,106 UA. O período orbital é de 10,02 dias e a excentricidade orbital é de apenas 0,020. A órbita é inclinada em cerca de 167° em relação a linha de visão da Terra.
Em 2008 uma pesquisa para achar um terceiro componente usando óptica adaptativa com o Very Large Telescope não foi bem sucedida. Observações do sistema em infravermelho a 70 μm mostraram nenhuma emissão em excesso, o que poderia indicar a presença de um disco de detritos.